# Herbert P. Bix
Herbert P. Bix (Boston, Massachusetts, 1938 –) amerikai történész, a Hirohito and the Making of Modern Japan szerzője.

## Életpályája
Bix Bostonban született és a Massachusetts Amherst Egyetemre járt, doktori dolgozatát a Harvard Egyetemen védte meg történelemből és távol-keleti nyelvekből. Alapító tagja  volt a Committee of Concerned Asian Scholarsnak. Sok évtizede ír az újkori és jelenkori japán történelemről.
Több egyetemen tanít, beleértve a tokiói Hosei Egyetemet, ahol 1986-ban és 1990-ben már tanított ill. a  Hitotsubashi Egyetemet, ahol 2001-ben már tanított. 2013-ban a Binghamton Egyetemen a történettudomány és a szociológia professor emeritusa . Hirohito and the Making of Modern Japan címen megjelent könyve 2001-ben Pulitzer-díjat nyert ismeretterjesztő kategóriában. A könyv elemzést nyújt Hirohito japán császárról, 1945 utáni jelképes szintű hatalma megmaradásának okairól és azokról az eseményekről, amelyek megformálták a modern japán imperializmust.

## Fordítás
- Ez a szócikk részben vagy egészben  a   Herbert P. Bix című angol Wikipédia-szócikk ezen változatának fordításán alapul.  Az eredeti cikk szerkesztőit annak laptörténete sorolja fel. Ez a jelzés csupán a megfogalmazás eredetét és a szerzői jogokat jelzi, nem szolgál a cikkben szereplő információk forrásmegjelöléseként.